# Mossatjärnen, Norrbotten
Mossatjärnen är en sjö i Piteå kommun i Norrbotten och ingår i Åbyälvens huvudavrinningsområde.